# Albert Nopener
Albert Joseph Ghislain Nopener (Nijvel, 6 mei 1790 - 18 november 1849) was vrederechter en lid van het Belgisch Nationaal Congres.

## Levensloop
Nopener bekwam zijn licentiaat in de rechten op 22 februari 1812 in de École de Droit in Brussel. In 1825 werd hij tot vrederechter benoemd in Nijvel.
In oktober 1830 werd hij door de kiezers van het arrondissement Nijvel verkozen voor het Nationaal Congres. Hij kwam geen enkele maal tussen in de openbare zittingen. Hij keurde de onafhankelijkheid van België goed, was er niet toen over de eeuwigdurende uitsluiting van de Nassaus moest worden gestemd en bracht zijn stemming uit op de hertog van Leuchtenberg bij de eerste stemming voor een stadshoofd. Dit, alsook het feit dat hij niet stemde voor Surlet de Chokier en evenmin het Verdrag der XVIII artikelen goedkeurde, geeft een indruk dat hij eerder orangistisch gezind was. Hij stemde anderzijds voor Leopold van Saksen Coburg bij de laatste stemming over het staatshoofd. 
Na de beëindiging van de werkzaamheden van het Nationaal Congres hernam hij zijn activiteiten als vrederechter en werd ook lid van de provincieraad van Brabant.